# Polybotrya gomezii
Polybotrya gomezii är en träjonväxtart som beskrevs av Robbin C. Moran. Polybotrya gomezii ingår i släktet Polybotrya och familjen Dryopteridaceae. Inga underarter finns listade.